# 蔡逢時
蔡逢時（1554年—1615年），字應期，號鰲陽，直隸寧國府宣城縣人，匠籍，明朝政治人物。

## 生平
萬曆四年（1576年）丙子科應天府鄉試第四十一名，萬曆五年丁丑科會試第二百十四名，未殿试，八年（1580年）庚辰科登三甲第八十三名進士。工部觀政，本年授海盐知縣。履畝均徭，築海塘，御潮患。十四年升遷禮部主事，十七年升员外郎，十九年升郎中，二十年改祠祭司，議藩封禄制，著為令。萬曆二十年（1592年）十一月升浙江温處兵備副使，畫策海防，戰倭七十餘级。二十五年五月升湖广参政，本年调簡。
二十六年降调广西副使，二十九年四月轉河南右參政，分守河北道，築沁河，由故道，戢禹州巨盗，制親藩，出入有度，三十一年九月升本省按察使，三十三年十一月加升右布政使，管按察使事，三十四年九月遷左布政，三十七年六月改四川左布政使，三十八年考察去職，四十三年卒。卒後有海盐人十餘輩来哭墓下而去。

## 家族
曾祖蔡敏；祖父蔡銓；父蔡洪，號沙溪，俱贈通奉大夫河南右布政使。母梅氏。永感下。兄逢春、弟逢暘。